# Coticule

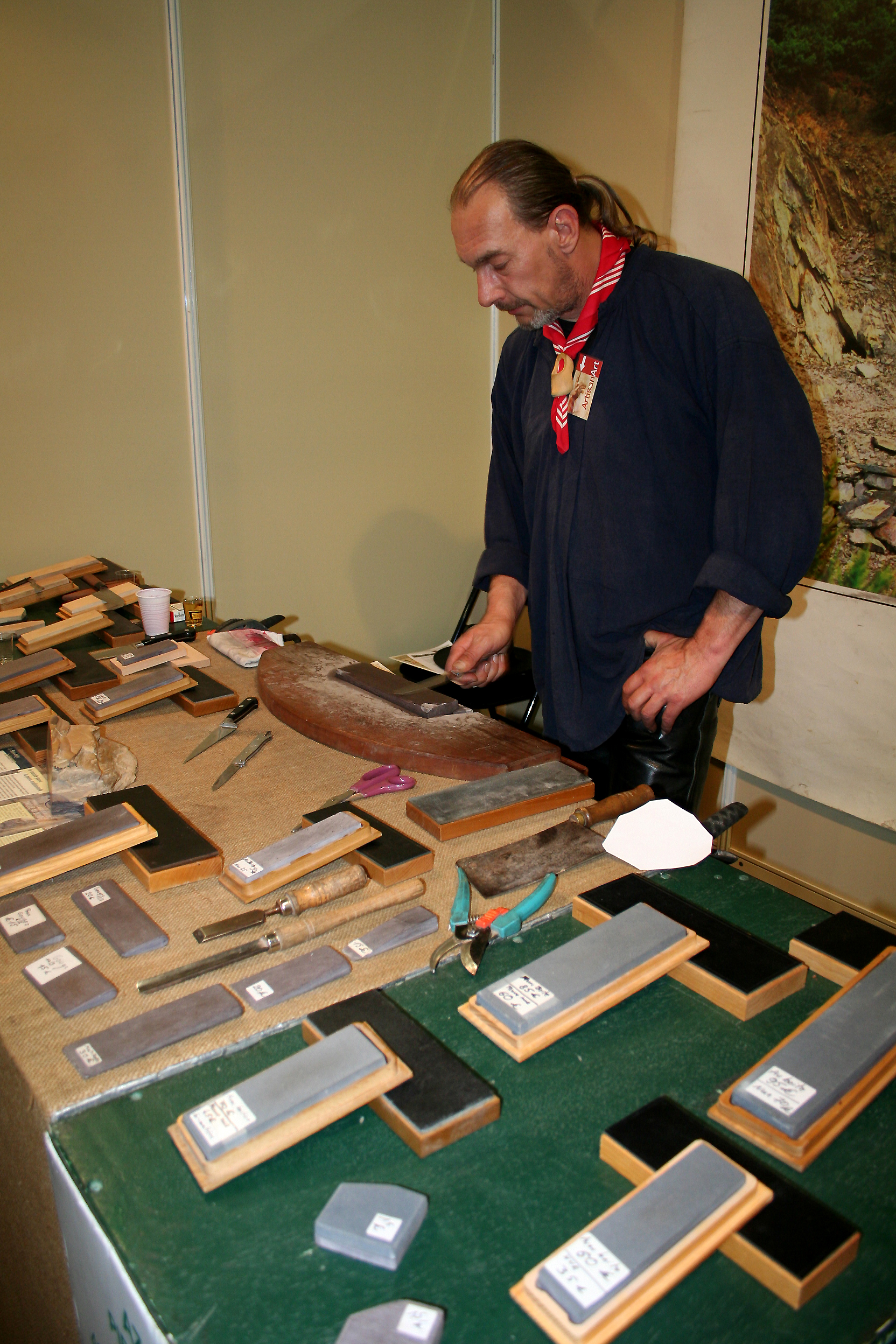
Le marchand de coticules de Vielsalm.

Le coticule de Vielsalm (du latin coticula ; de cos, cotis, « pierre à rasoir ») ou pierre belge est une sorte de schiste cristallin à grain très fin, composé pour 35 à 40 % environ de petits cristaux de grenat spessartine, de diamètre compris entre 5 et 20 microns, noyés dans une matrice de séricite (variété de mica blanc à grain très fin). C’est une roche métamorphique d'origine sédimentaire avec un apport volcanique important marqué par une haute teneur en manganèse. C'est une roche vieille de 480 millions d’années, dans les phyllades violacés du « salmien » (étage géologique de l'ordovicien).
Le grenat possède une dureté de 7 sur l'échelle de Mohs qui comporte 10 degrés. Cette grande dureté associée à la petitesse des cristaux de spessartine confère à la roche un grand pouvoir abrasif allié à une finesse exceptionnelle. Celle-ci est due non seulement à la taille minuscule des cristaux de grenats mais aussi au grand constraste de dureté entre ces cristaux très durs et la pâte de séricite très tendre qui permet aux grenats émoussés à l'usage de se déchausser facilement et ainsi de faire apparaître de nouveaux grenats sous-jacents aux arêtes encore intactes. Une matrice minérale trop dure et trop grossière, comme par exemple du quartzite, n'aurait pas permis au coticule de régénérer continuellement son pouvoir abrasif et sa finesse.

## Histoire
Cette roche est exploitée depuis le début du XVIe siècle. On en faisait des pierres à rasoir très recherchées pour leur grande longévité. Elle a d'abord connu un déclin avec la progression des rasoirs aux lames remplaçables, et puis à celle des rasoirs jetables ou électriques, ne nécessitant plus d'aiguisage. Avec l'épuisement des gisements, la dernière mine (Old Rock) ferme en 1982. Maurice Célis, ancien ingénieur des Mines de Campine, relance l'activité en 1994 en fondant la SPRL Ardenne Coticule qui exploite les veines de coticule au lieu-dit Thier de Preu, colline boisée de Lierneux. Les principaux débouchés sont devenus l’affutage des outils tranchants de précision (coutellerie, ébénisterie, …) car la finesse de son pouvoir abrasif est supérieure à celle des matériaux artificiels et cela lui permet d’aiguiser facilement les aciers modernes les plus résistants.
Un Musée du Coticule s'est ouvert en 1982 à Salmchâteau dans un ancien atelier de production de cette pierre à rasoir.

## Galerie

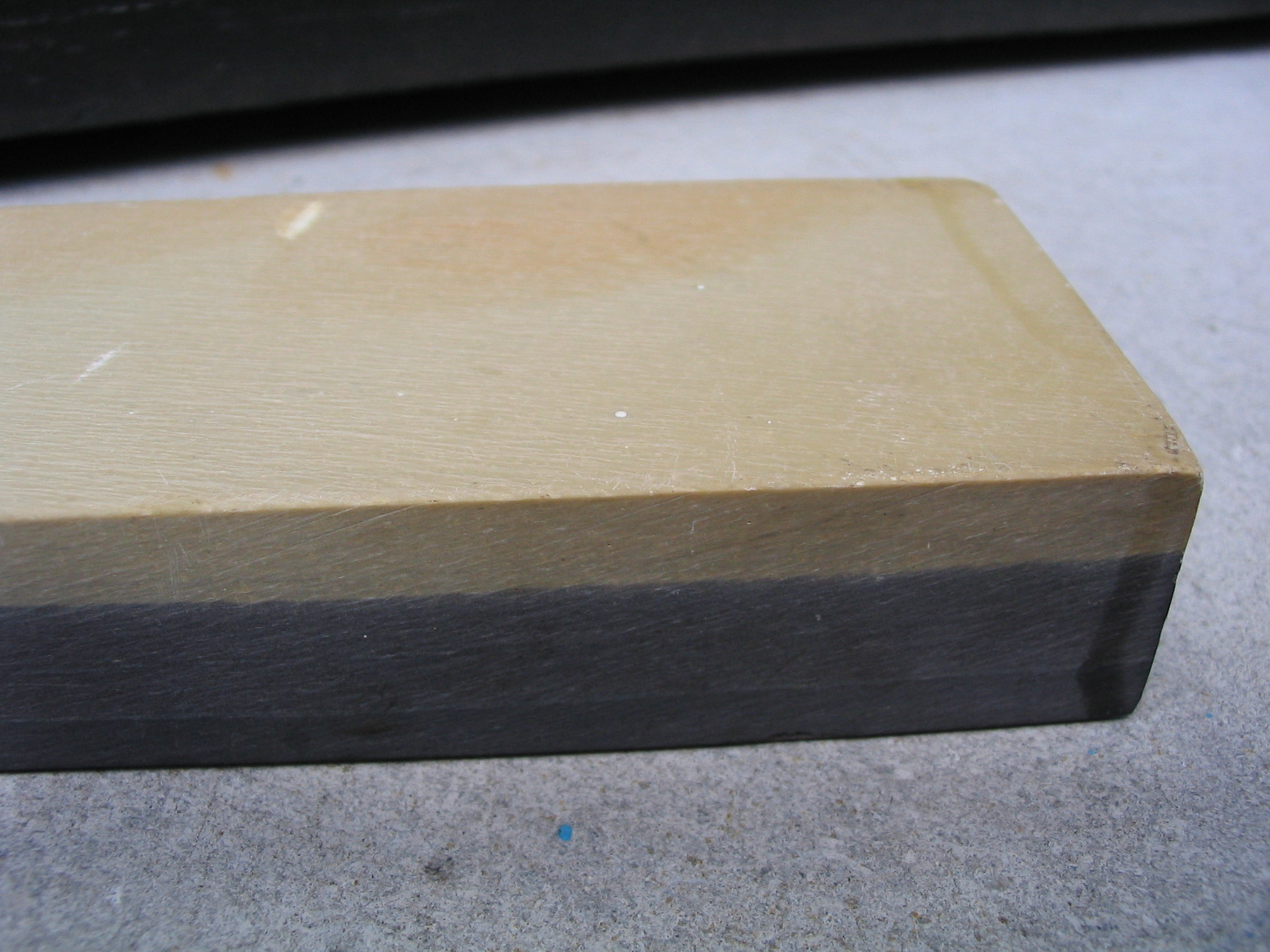
Coticule de Vielsalm
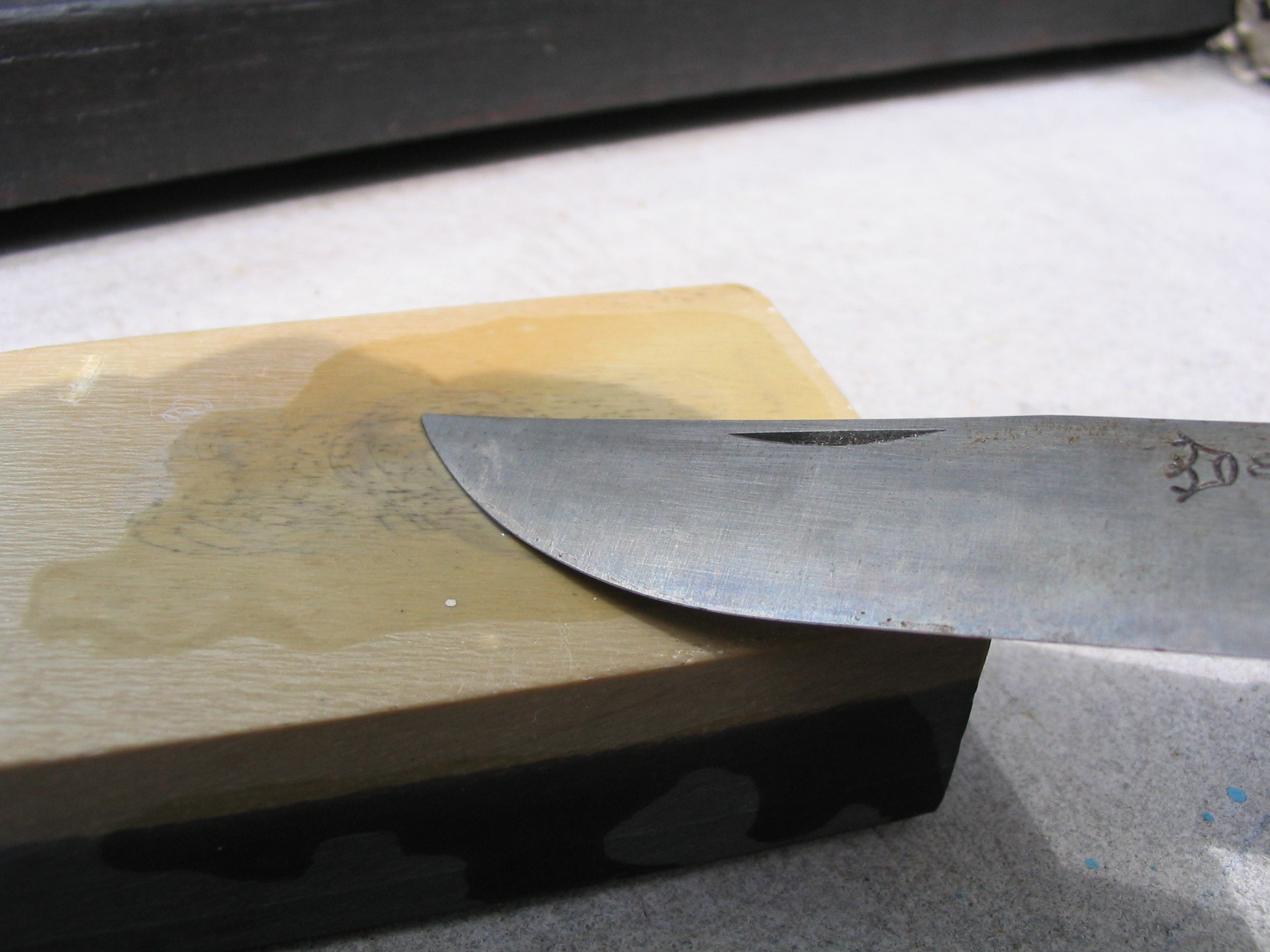
Aiguisage d'un Opinel no 9